# Wilbrand von Schagen
Wilbrand von Schagen (* im 15. oder 16. Jahrhundert; † 14. August 1569) war Domherr in Münster.

## Leben
Wilbrand von Schagen war der Sohn des Rudolf von Schagen zu Norberding und dessen Gemahlin Anna von Elmendorff. Am 30. Januar 1531 wird er als Domherr in Münster erwähnt. In den Besitz des dompropsteilichen Lehens Overbeck kam er im Januar 1535. Ebenso gehörte ihm die Obedienz Ladbergen. Die Propstei St. Martini in Münster kam 1546 in seinen Besitz. Schließlich wurde er noch Archidiakon in Vellern und Altlünen. Als Domsenior war er am 29. März 1569 auch Vertreter des verstorbenen Domdechanten.